# Битка код Абукира (1801)
Битка код Абукира одиграла се 8. марта 1801. године између Енглеске и Француске. Битка је део Француских револуционарних ратова, а завршена је победом Енглеза.

## Битка
Под заштитом моћне флоте, 8. марта 1801. године је код Абукира искрцано око 6000 Британаца који су после упорне борбе одбацили око 1600 Француза генерала Фријана. Увече и идућег дана искрцано је још 18 000 људи експедиционог корпуса генерала Ралфа Еберкромбија. То је био увод у операције које су докрајчиле француску окупацију Египта.